# Bagienna (Kamień)
Bagienna – część wsi Kamień w Polsce, położona w województwie małopolskim, w powiecie krakowskim, w gminie Czernichów.
W latach 1975–1998 Bagienna administracyjnie należała do województwa krakowskiego.